# Irena Solska
Irena Solska, née Karolina Flora Solska est une actrice et metteuse en scène de théâtre polonaise née le 27 octobre 1877 à Varsovie et morte le 8 mars 1958 à Skolimów. Elle est l'une des actrices les plus remarquables de l'histoire du théâtre en Pologne.

## Biographie
Irena Solska est née le  27 octobre 1877 à Varsovie. Ses parents sont la peintre Bronisława Poświkowa (pl) et Tytus Mieczysław Poświk. Dans son enfance, sous la tutelle de sa mère, elle étudie le dessin et la peinture, puis apprend le théâtre avec Bolesław Leszczyński (pl). Elle débute le 26 février 1896 sous le nom de scène de Górska dans le rôle-titre de la pièce Hrabia Rene de Friedrich Halm, au théâtre de Łódź.
En 1896-1900, 1905-1910 et 1913-1919, elle engagée par Tadeusz Pawlikowski comme actrice au Théâtre Juliusz-Słowacki. En 1899, après son mariage avec Ludwik Solski, elle se produit sur scène sous le nom de Irena Solska.
De 1900 à 1905, elle se produit à Lviv et, à partir de 1919, à Varsovie. Après la première guerre mondiale, elle collabore avec Leon Schiller, au théâtre Bogusławski, et Juliusz Osterwa, au théâtre Reduta.
Pendant la saison 1932-1933, elle dirige son propre théâtre Stefan Żeromski à Varsovie. Elle y produit des pièces sur des thèmes révolutionnaires, ce qui lui vaut le retrait de ses subventions ainsi que des ennuis avec les autorités. Elle joue sur scène pour la dernière fois en 1938.
Pendant la Seconde Guerre mondiale, elle aide de nombreuses personnes, dont la neurologue Zofia Rosenblum-Szymańska (pl).
Après la guerre, en 1946-1947, elle est déléguée du ministre de la culture et des arts pour les théâtres de Basse-Silésie. D'octobre 1948 à août 1949, elle dirige le Nouveau Théâtre de Legnica. La maladie de Parkinson progressive l'empêche de poursuivre ses activités. Elle passe les dernières années de sa vie dans la Maison des artistes vétérans de la scène polonaise à Skolimów, où elle meurt. Elle est enterrée au cimetière Powązki de Varsovie (allée des méritants-1-74,75).
Ses Pamiętniki sont publiées en 1978 et Listy Ireny Solskiej en 1984. Solska décrit dans ses mémoires qu'en préparant le rôle de l'épouse (Maria) dans Nie-boska komedia de Zygmunt Krasiński, afin de recréer fidèlement sa folie, elle s'est rendue à l'hôpital psychiatrique d'Edward Flatau vers 1920. Elle se souvient également d'avoir été examinée par ce dernier en plus de sa visite.

## Vie privée
Elle est la deuxième femme de Ludwik Solski qu'elle épouse en 1899. Après avoir divorcé de Solski, elle épouse Otto Grosser (pl), un fonctionnaire des chemins de fer, en novembre 1914.

## Récompenses et distinctions
- 11 octobre 1955 : Croix de commandeur de l'ordre Polonia Restituta[4]
- 23 juin 1927[5] et 15 juin 1946[6] : Croix d'or du mérite
- 7 novembre 1936 : Laurier d'or académique[7]
- 19 janvier 1955 : Médaille du 10e anniversaire de la Pologne populaire[8]